# Immeja
Immeja je bil kralj Eble v sodobni Siriji, ki je vladal okoli 1750–1725 pr. n. št.

## Vladanje
Immeja je zelo verjetno pokopan v tako imenovani Grobnici gospodarja koz na kraljevi  nekropoli  zahodne palače v Ebli. Domneva temelji na srebrnem vrču z njegovim imenom, ki so ga odkrili v njej. Domneva se, da je njemu pripadala tudi vsa grobna oprema, vključno s slonokoščenim kipom nilskega konja, ostanki prestola, okrašenega z bronastimi kozjimi glavami in staroegipčanskim obrednim kijem iz zlata, srebra in slonove kosti, darilo Immejevega sodobnika, faraona Hotepibreja iz Trinajste egipčanske dinastije.
Immeja je tudi pošiljatelj pisma vladarju, odkritega v Ebli. Eden od njegovih (morda ne neposrednih) naslednikov je bil kralj Hammu[...], ki bi lahko bil Hamurabi. 
Immejevo ime je amoritsko, tako kot imena drugih kraljev Eble. Vse kaže, da je bilo ime Immeja ljubkovalno ime.